# إيرين فيليبس
إيرين فيليبس (بالإنجليزية: Erin Phillips) مواليد 19 مايو 1985 في ملبورن، فيكتوريا، هي لاعبة كرة سلة أسترالية. بدأت مسيرتها الاحترافية في سنة 2002. تم اختيارها من قبل فريق كونيتيكت صن خلال الدرافت. تلعب مع فريق دالاس وينغز في دوري الاتحاد الوطني لكرة السلة النسائية. وتحمل الرقم 31. يبلغ طولها 5 قدم 8 بوصة (1.7 م). مثلت منتخب بلادها. شاركت في دورة الألعاب الأولمبية الصيفية سنة 2008. حققت المركز الأول في كأس العالم لكرة السلة للسيدات 2006. فازت بلقب دوري المحترفات.

## المسيرة الاحترافية
لعبت مع كونيتيكت صن في سنة 2006، ثم لعبت مع كونيتيكت صن في موسم 2008–2009، ثم لعبت مع إنديانا فيفر من سنة 2011 إلى 2013، ثم لعبت مع فينيكس ميركوري في سنة 2014، ثم لعبت مع لوس أنجلوس سباركس في سنة 2015، ثم لعبت مع دالاس وينغز في سنة 2016.

## سجل المنافسة
شاركت في المنافسات التالية:
- الألعاب الأولمبية الصيفية 2008
- الألعاب الأولمبية الصيفية 2016
- كأس العالم لكرة السلة للسيدات 2006
- كأس العالم لكرة السلة للسيدات 2014

## الميداليات
| الميدالية | المسابقة                                            |
| --------- | --------------------------------------------------- |
| فضية      | منافسات كرة السلة في الألعاب الأولمبية الصيفية 2008 |
| ذهبية     | كأس العالم لكرة السلة للسيدات 2006                  |
| برونزية   | كأس العالم لكرة السلة للسيدات 2014                  |

## روابط خارجية
- إيرين فيليبس على موقع الاتحاد الدولي لكرة السلة (الإنجليزية)
- إيرين فيليبس على موقع الاتحاد الوطني لكرة السلة النسائية (الإنجليزية)
- إيرين فيليبس على موقع كرة السلة الأوروبية.كوم (الإنجليزية)
- إيرين فيليبس على موقع بروبوليرز (الإنجليزية)
- إيرين فيليبس على موقع سبورتس رفرنس (الإنجليزية)
- إيرين فيليبس على موقع سبورتس رفرنس (الإنجليزية)
- إيرين فيليبس على موقع AustralianFootball.com (الإنجليزية)
- إيرين فيليبس على موقع أوليمبيديا (الإنجليزية)
- إيرين فيليبس على موقع اللجنة الأولمبية الأسترالية (الإنجليزية)
- إيرين فيليبس على موقع اتحاد ألعاب الكومنولث (مؤرشف) (الإنجليزية)